# Surplus killing

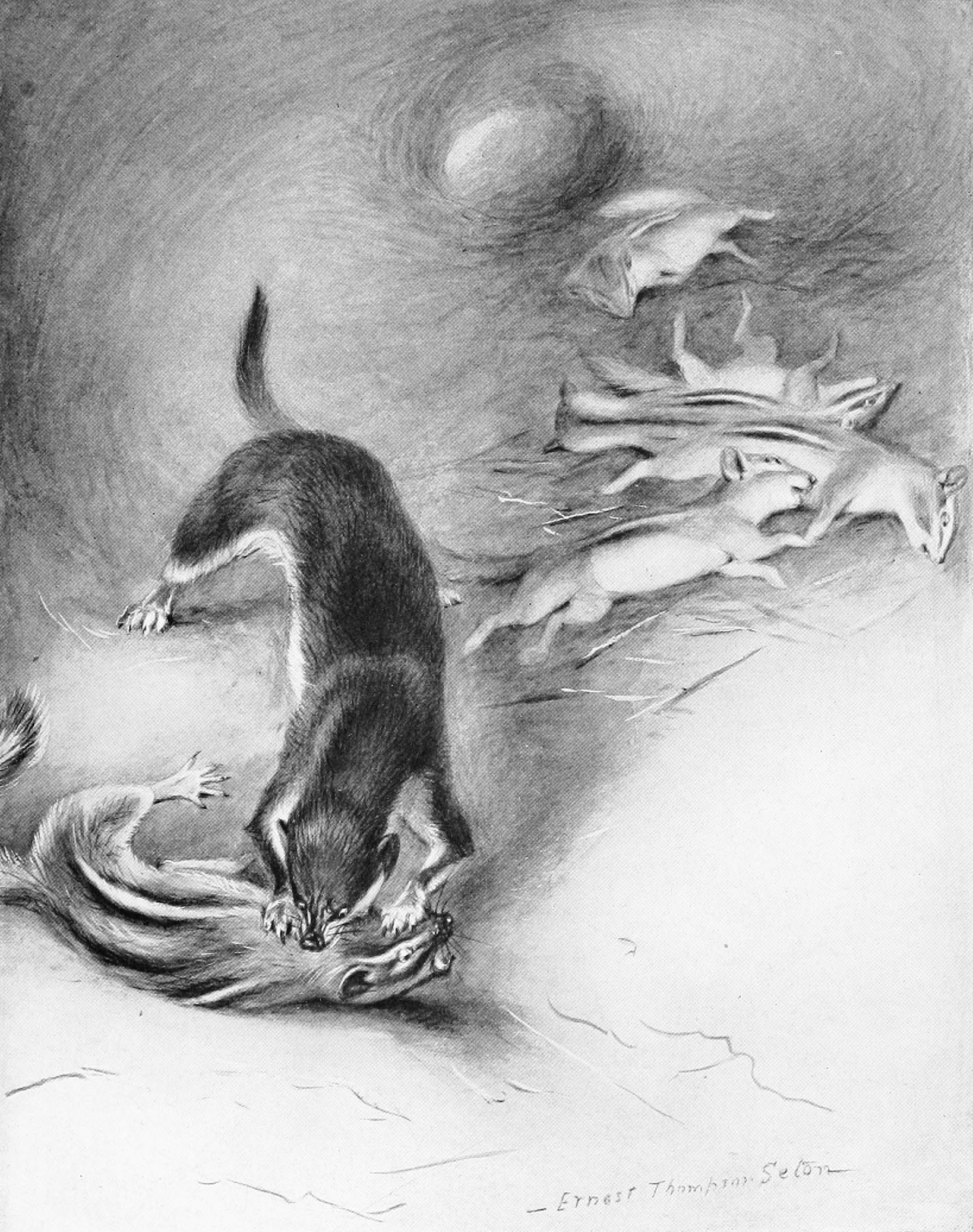
Dessin d'une hermine en plein abattage excessif de tamias, par Ernest Thompson Seton, 1909.

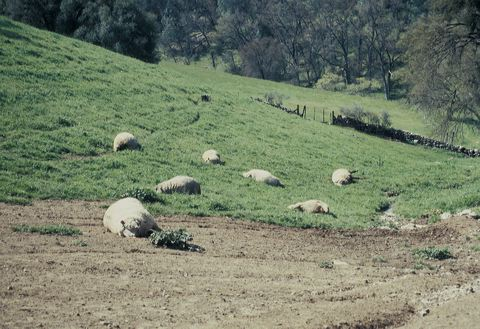
Plusieurs moutons tués par un puma

Le surplus killing (littéralement en français : « abattage en surplus »), également connu sous le nom d'abattage excessif, d'overkilling et du syndrome du poulailler,,, est un comportement courant des prédateurs où ils tuent plus de proies qu'ils ne peuvent immédiatement en manger pour ensuite mettre en réserve les restes ou les abandonner. Le terme a été inventé par le biologiste néerlandais Hans Kruuk après avoir étudié les hyènes tachetées en Afrique et le renard roux en Angleterre,
En plus des humains, on a observé l'abattage en surplus chez le zooplancton, la nymphe demoiselle, les acariens prédateurs, les martes, les belettes, le ratel, le loup, l'orque, le renard roux, le léopard, le lion, la hyène tachetée, les araignées, les ours bruns, noirs et polaires, le coyote, le lynx, le vison, le raton laveur, le caracal, le chien et le chat domestique, et certains oiseaux de proie.

## Causes
L'éthologie distingue le surplus killing du mutiple killing (comportement animal des petits prédateurs qui consiste à tuer plusieurs proies pour en stocker dans des caches et les consommer ultérieurement). Cette surenchère dans la mortalité reste difficilement explicable. Les scientifiques proposent que le surplus killing est une extension du mutiple killing, qu'il est lié au taux de capture faible dans la dynamique des systèmes prédateurs-proies (cette relation ne fonctionnant plus lorsque les proies réagissent de manière « aberrante » : immobilité face au danger, affolement collectif, rassemblements d'animaux domestiques — notamment les grands troupeaux parqués dans des enclos ou en pâturage libre — qui ont été sélectionnés avec des membres plus courts et plus musclés réduisant la vitesse de fuite).